# Takuya Ota
Takuya Ota, född den 2 januari 1970 i Wakayama, Japan, är en japansk brottare som tog OS-brons i welterviktsbrottning i fristilsklassen 1996 i Atlanta.